# قائمة ملوك أبيدوس

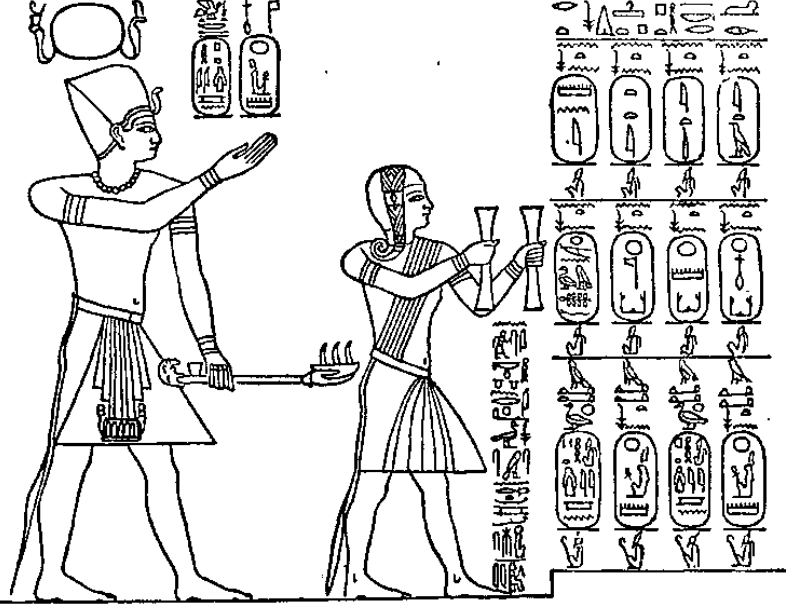
بداية قائمة الملوك والتي تُظهر سيتي وابنه رمسيس الثاني في طريقهما إلى تقديم عرض لبتاح وسوكر وأوزيريس نيابة عن أسلافهم الـ 72.

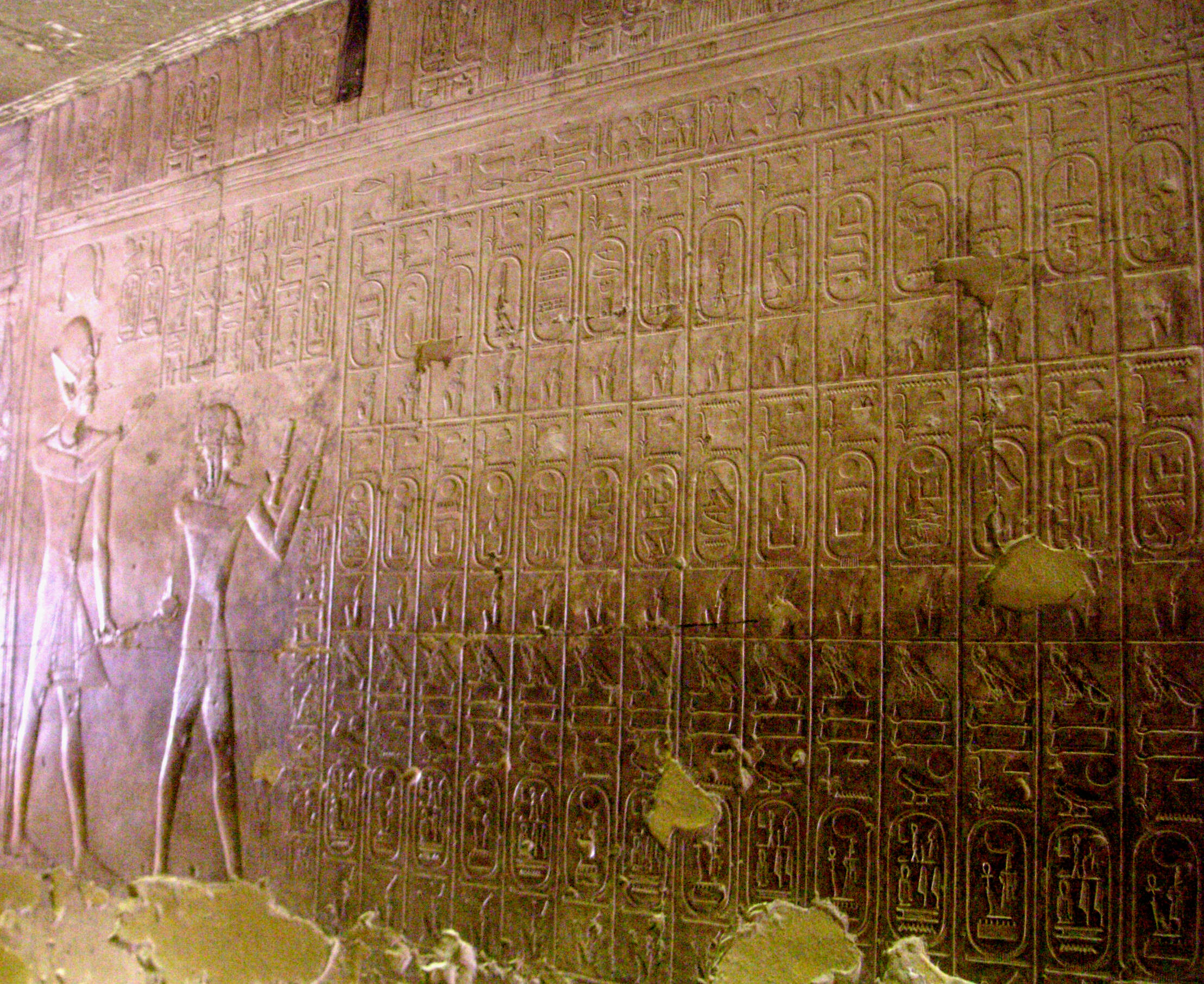
لوحة قائمة الملوك.

قائمة ملوك أبيدوس، المعروفة أيضًا بجدول أبيدوس، هي نقشٌ يحتوي على أسماء 76 ملكًا من مصر القديمة، عُثر عليها على جدار معبد سيتي الأول في أبيدوس. تتألف القائمة من ثلاثة صفوف، يضم كل منها 38 خرطوشة، حيث خُصص الصفان العلويان لأسماء الملوك، بينما يتكرر في الصف الثالث اسم العرش والاسم الشخصي لسيتي الأول.
تُعد القائمة مصدرًا فريدًا لأسماء العديد من ملوك الأسرتين السابعة والثامنة، مما يجعلها ذات أهمية كبيرة لعلماء الآثار والتاريخ. ومع ذلك، فقد استُبعدت منها أسماء بعض الفراعنة الذين اعتُبروا غير شرعيين، مثل حكام الهكسوس، وحتشبسوت، وأخناتون، وسمنخ كا رع، وتوت عنخ آمون، وآي.

## محتويات قائمة الملوك

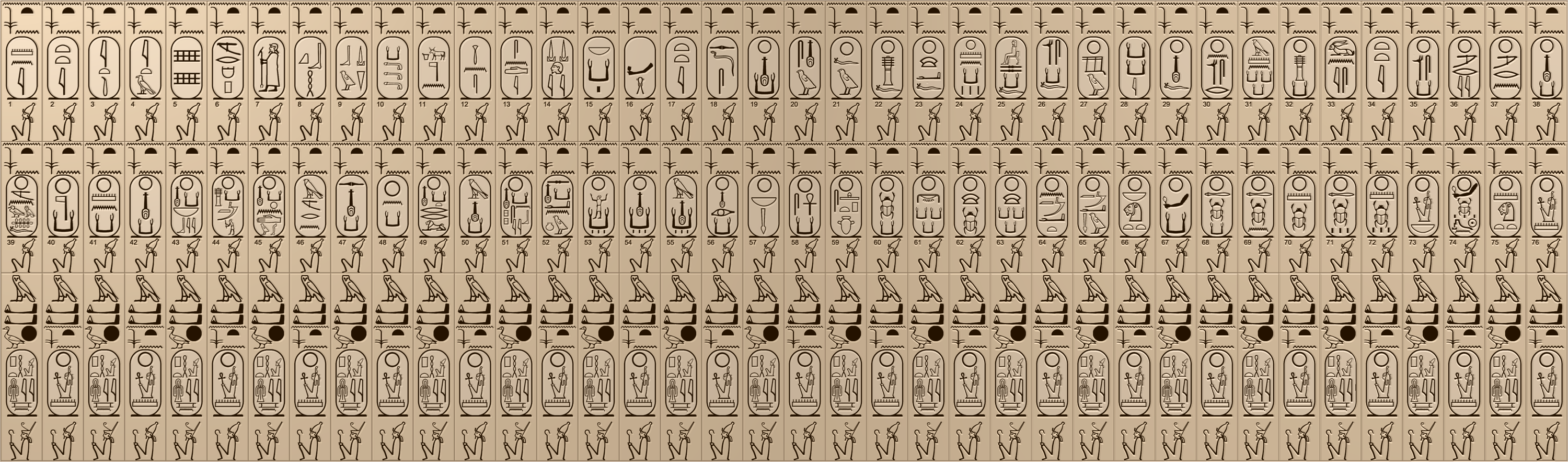
رسم الخراطيش في قائمة الملوك بأبيدوس.

### الأسرة الأولى
| الخراطيش من 1 إلى 8 | رقم                                            | الاسم المكتوب في القائمة | الاسم الشائع |
| ------------------- | ---------------------------------------------- | ------------------------ | ------------ |
|                     | 1                                              | ماني. ربما الملك نارمر.  | مينا         |
| 2                   | تيتي.                                          | حور عحا                  |              |
| 3                   | إيتي.                                          | جر                       |              |
| 4                   | إتا، بينما جاء اسمه "إيتوي" في بردية تورينو.   | جت                       |              |
| 5                   | سيبتي. بينما جاء اسمه "قينتي" في بردية تورينو. | دن                       |              |
| 6                   | ميريبايب. "ميريبايبين" في بردية تورينو.        | عج إب                    |              |
| 7                   | سيمسو. "سيمسم" في بردية تورينو.                | سمر خت                   |              |
| 8                   | قيبيه. نفس الاسم في بردية تورينو.              | قاع                      |              |

### الأسرة الثانية
| الخراطيش 9 إلى 14 | رقم                                  | الاسم المكتوب في القائمة          | الاسم الشائع |
| ----------------- | ------------------------------------ | --------------------------------- | ------------ |
|                   | 9                                    | بد جو. "بو نتجر" في بردية تورينو. | حتب سخم وى   |
| 10                | كاكاو. نفس الاسم في بردية تورينو.    | رع نب                             |              |
| 11                | بي نتجر. نفس الاسم في بردية تورينو.  | ني نتجر                           |              |
| 12                | ويدزناس. الاسم تالف في بردية تورينو. | وينيغ                             |              |
| 13                | سندي. "سينيدج" في بردية تورينو.      | سينيدج                            |              |
| 14                | جد جي. "بيبتي" في بردية تورينو.      | خع سخموي                          |              |

### الأسرة الثالثة
| الخراطيش 15 إلى 19 | رقم                                 | الاسم المكتوب في القائمة                       | الاسم الشائع |
| ------------------ | ----------------------------------- | ---------------------------------------------- | ------------ |
|                    | 15                                  | نبكا. نفس الاسم في بردية تورينو.' الحارس القوي | نبكا         |
| 16                 | زوسر-زا. "زوسر-إت" في بردية تورينو. | زوسر                                           |              |
| 17                 | تيتي. "زوسر-تي" في بردية تورينو.    | سخم خت                                         |              |
| 18                 | سد زس. "حود زفا" في بردية تورينو.   | خع با                                          |              |
| 19                 | نفر كارا. "حوني" في بردية تورينو.   | حوني                                           |              |

### الأسرة الرابعة
| الخراطيش 20 إلى 25 | رقم                                    | الاسم المكتوب في القائمة        | الاسم الشائع |
| ------------------ | -------------------------------------- | ------------------------------- | ------------ |
|                    | 20                                     | سنفرو. "سنفير" في بردية تورينو. | سنفرو        |
| 21                 | خوفو. الاسم مفقود في بردية تورينو.     | خوفو                            |              |
| 22                 | دجيدف رع. الاسم مفقود في بردية تورينو. | دجيدف رع                        |              |
| 23                 | خفرع. الاسم غير مكتمل في بردية تورينو  | خفرع                            |              |
| 24                 | منقرع. الاسم مفقود في بردية تورينو.    | منقرع                           |              |
| 25                 | شبسس كاف. الاسم مفقود في بردية تورينو. | شبسس كاف                        |              |

### الأسرة الخامسة
| الخراطيش 26 إلى 33 | رقم                                 | الاسم المكتوب في القائمة                  | الاسم الشائع |
| ------------------ | ----------------------------------- | ----------------------------------------- | ------------ |
|                    | 26                                  | أوسركاف. الاسم فقد جزئياً في بردية تورينو. | أوسركاف      |
| 27                 | ساحورع. الاسم ضائع في بردية تورينو. | ساحورع                                    |              |
| 28                 | كاكاي                               | نفر إر كارع كاكاي                         |              |
| 29                 | نفر ف رع                            | نفر ف رع                                  |              |
| 30                 | ني أوسر رع                          | ني أوسر رع                                |              |
| 31                 | منكاو حور كايو                      | منكاو حور كايو                            |              |
| 32                 | جد كا رع. "جد" في بردية تورينو.     | جد كا رع                                  |              |
| 33                 | أونيس. نفس الاسم في بردية تورينو.   | أوناس                                     |              |

### الأسرة السادسة
| الخراطيش 34 إلى 39 | رقم           | الاسم المكتوب في القائمة | الاسم الشائع |
| ------------------ | ------------- | ------------------------ | ------------ |
|                    | 34            | تتي                      | تتي          |
| 35                 | أوسر كا رع    | أوسر كا رع               |              |
| 36                 | ميري رع       | بيبي الأول               |              |
| 37                 | مرن رع        | مرن رع الثاني            |              |
| 38                 | نفر كا رع     | بيبي الثاني نفر كا رع    |              |
| 39                 | مرن رع سيمساف | مرن رع الثاني            |              |

### الأسرة الثامنة
| الخراطيش 40 إلى 47 | رقم             | الاسم المكتوب في القائمة | الاسم الشائع |
| ------------------ | --------------- | ------------------------ | ------------ |
|                    | 40              | نت جر كا رع              | نت جر كا رع  |
| 41                 | من كا رع        | من كا رع                 |              |
| 42                 | نفر كا رع       | نفر كا رع الثاني         |              |
| 43                 | نفر كا رع نيبي  | نفر كا رع الثالث         |              |
| 44                 | دجد كا رع شيماي | دجد كا رع شيماي          |              |
| 45                 | نفر كا رع خن دو | نفر كا رع خن دو          |              |
| 46                 | مرن حور         | مرن حور                  |              |
| 47                 | سنفر كا         | نفر كا من                |              |

| الخراطيش 48 إلى 56 | رقم                  | الاسم المكتوب في القائمة | الاسم الشائع |
| ------------------ | -------------------- | ------------------------ | ------------ |
|                    | 48                   | ني كا رع                 | ني كا رع     |
| 49                 | نفر كا رع تي رع رو   | نفر كا رع تي رع رو       |              |
| 50                 | نفر كا حور           | نفر كا حور               |              |
| 51                 | نفر كا رع بيبي سن إب | نفر كا رع بيبي سن إب     |              |
| 52                 | سنفر كا آنو          | نفر كا من أنو            |              |
| 53                 | كا كا رع             | قا كا رع ايبي            |              |
| 54                 | نفركاو رع            | نفر كاو رع الثاني        |              |
| 55                 | نفر كاو حور          | نفر كاو حور              |              |
| 56                 | نفر إر كا رع         | نفر إر كا رع             |              |

### الأسرة الحادية عشرة / الثانية عشرة
| الخراطيش 57 إلى 61 | رقم        | الاسم المكتوب في القائمة | الاسم الشائع   |
| ------------------ | ---------- | ------------------------ | -------------- |
|                    | 57         | نب حبت رع                | منتوحتب الثاني |
| 58                 | سنخ كارع   | منتوحتب الثالث           |                |
| 59                 | سهت بيب رع | أمنمحات الأول            |                |
| 60                 | خبر كارع   | سنوسرت الأول             |                |
| 61                 | نوب كارع   | أمنمحات الثاني           |                |

| الخراطيش 62 إلى 65 | رقم       | الاسم المكتوب في القائمة | الاسم الشائع  |
| ------------------ | --------- | ------------------------ | ------------- |
|                    | 62        | خاخيب رع                 | سنوسرت الثاني |
| 63                 | خاخو رع   | سنوسرت الثالث            |               |
| 64                 | نمات رع   | أمنمحات الثالث           |               |
| 65                 | ماخيرو رع | أمنمحات الرابع           |               |

### الأسرة الثامنة عشرة
| الخراطيش 66 إلى 74 | رقم                  | الاسم المكتوب في القائمة | الاسم الشائع |
| ------------------ | -------------------- | ------------------------ | ------------ |
|                    | 66                   | نب بهتاريا               | أحمس الأول   |
| 67                 | زوسر كارع            | أمنحتب الأول             |              |
| 68                 | أخيبي ر كارع         | تحتمس الأول              |              |
| 69                 | أخيب رن رع           | تحتمس الثاني             |              |
| 70                 | منخيبر رع            | تحتمس الثالث             |              |
| 71                 | أخيبير رع            | أمنحتب الثاني            |              |
| 72                 | منخيب رو رع          | تحتمس الرابع             |              |
| 73                 | نيبمات رع            | أمنحتب الثالث            |              |
| 74                 | زوسر بيرو رع ستيبترا | حور محب                  |              |

### الأسرة التاسعة عشرة
| الخراطيش 75 و76 | رقم       | الاسم المكتوب في القائمة | الاسم الشائع |
| --------------- | --------- | ------------------------ | ------------ |
|                 | 75        | من بهت رع                | رمسيس الأول  |
| 76              | من مات رع | سيتي الأول               |              |

## وصلات خارجية
- جدول أبيدوس
- قائمة الملوك بأبيدوس